# 第25回都市対抗野球大会予選
第25回都市対抗野球大会予選は、第25回都市対抗野球大会本戦出場チームを決める試合の結果をまとめたものである。なお、コールドゲーム、延長戦のイニングについては記していない。

## 出場枠
- 推薦出場（前回大会優勝：大昭和製紙（吉原市））

- 地区代表（北海道、東北、北関東、南関東、東京2、横浜市、川崎市、山梨・静岡、信越（新潟、長野、富山）、名古屋市、東海、北陸（福井、石川、滋賀）、京都市、大阪市2、神戸市、北近畿（京都、兵庫）、南近畿（大阪、奈良）、中国、四国、北九州、南九州、九州）

## 北海道地区

### 1次予選
札幌地区
- 代表決定戦

北海道拓殖銀行　7－5　札幌スターズ
札幌鉄道管理局　4－1　小樽野球協会
北海道拓殖銀行、札幌鉄道管理局が2次予選に進出
空知地区
- リーグ戦

三井砂川　5－1　三菱美唄
住友奔別　5－2　三井美唄
三井砂川　4－0　三井美唄
住友奔別　4－1　三菱美唄
三井砂川　3－2　住友奔別
三井美唄　7－0　三菱美唄
三井砂川、住友奔別が2次予選に進出（東洋高圧砂川は1次予選免除）
函館地区
- 代表決定戦（2勝先取）

函館太洋倶楽部　13－1　青函鉄道管理局
函館太洋倶楽部　4－3　青函鉄道管理局
函館太洋倶楽部が2次予選に進出
旭川地区
- リーグ戦

三井芦別　4－1　旭川鉄道管理局
旭川鉄道管理局　3－2　旭川野球協会
三井芦別　7－0　旭川野球協会
三井芦別、旭川鉄道管理局が本戦出場
道東地区
- 準決勝

太平洋炭鉱　11－1　釧路クラブ
帯広野球協会　6－0　釧路鉄道管理局
- 代表決定戦

帯広野球協会　3－2　太平洋炭鉱
- 敗者復活1回戦

釧路鉄道管理局　6－2　釧路クラブ
- 敗者復活代表決定戦

太平洋炭鉱　6－2　釧路鉄道管理局
帯広野球協会、太平洋炭鉱が本戦出場
室蘭地区
- リーグ戦

富士製鉄室蘭　2－0　北炭夕張
王子製紙苫小牧　6－3　北炭夕張
富士製鉄室蘭　6－3　王子製紙苫小牧
北炭夕張　3－0　富士製鉄室蘭
富士製鉄室蘭　5－1　王子製紙苫小牧
北炭夕張　5－1　王子製紙苫小牧
富士製鉄室蘭、北炭夕張が本戦出場

### 2次予選
- 1回戦

富士製鉄室蘭　1－0　東洋高圧砂川
三井砂川　6－5　三井芦別
帯広野球協会　10－8　北海道拓殖銀行
旭川鉄道管理局　4－2　住友奔別
- 2回戦

富士製鉄室蘭　5－4　札幌鉄道管理局
北炭夕張　3－1　三井砂川
帯広野球協会　10－0　太平洋炭鉱
函館太洋倶楽部　?－?　旭川鉄道管理局
- 準決勝

富士製鉄室蘭　1－0　北炭夕張
函館太洋倶楽部　6－3　帯広野球協会
- 代表決定戦

函館太洋倶楽部　4－3　富士製鉄室蘭
函館太洋倶楽部が本戦出場

## 東北地区

### 岩手県1次予選
- 1回戦

岩手県庁　7－5　宮古実業
盛岡実業　3－1　水沢駒形野球倶楽部
盛岡鉄道管理局　3－2　釜石太洋
- 準決勝（代表決定戦）

盛岡実業　6－2　岩手県庁
盛岡鉄道管理局　7－0　福高クラブ
- 決勝

盛岡鉄道管理局　6－2　盛岡実業
盛岡鉄道管理局、盛岡実業が東北2次予選に進出（富士製鉄釜石は1次予選免除）

### 秋田県1次予選
- 1回戦

大館クラブ　17－4　王冠クラブ
秋田鉄道管理局　12－2　旭友クラブ
- 準決勝

東肥クラブ　10－4　大館クラブ
秋田営林局　3－2　秋田鉄道管理局
- 代表決定戦

秋田営林局　2－0　東肥クラブ
秋田営林局が東北2次予選に進出

### 宮城県1次予選
- 準決勝

石巻日和クラブ　4－2　仙台鉄道管理局
仙台クラブ　3－1　東北電気通信局
- 代表決定戦

石巻日和クラブ　9－4　仙台クラブ
石巻日和クラブが東北2次予選に進出

### 山形県1次予選
- リーグ

山形クラブ　13－1　鶴岡クラブ
酒田帝石　6－5　鶴岡クラブ
山形クラブ　11－3　酒田帝石
山形クラブが東北2次予選に進出

### 福島県1次予選
- 1回戦

郡山クラブ　11－1　桜飯クラブ
福島クラブ　10－0　若松クラブ
常磐炭鉱　10－0　竹田病院
喜多方建設　11－8　全白河
- 準決勝

福島クラブ　10－3　郡山クラブ
常磐炭鉱　19－1　喜多方建設
- 代表決定戦

常磐炭鉱　14－4　福島クラブ
常磐炭鉱が東北2次予選に進出

### 東北2次予選
青森林友（青森県）も出場
- 1回戦

富士製鉄釜石　12－1　山形クラブ
常磐炭鉱　5－4　秋田営林局
盛岡実業　11－3　青森林友
盛岡鉄道管理局　5－4　石巻日和クラブ
- 準決勝

富士製鉄釜石　4－3　常磐炭鉱
盛岡鉄道管理局　9－7　盛岡実業
- 代表決定戦

富士製鉄釜石　5－3　盛岡鉄道管理局
富士製鉄釜石が本戦出場

## 北関東地区

### 茨城県1次予選
- リーグ戦

水戸鉄道管理局　1－1　全水戸
日立製作所　3－0　明利酒類
水戸鉄道管理局　2－1　日立鉱業
日立製作所　8－3　全水戸
日立鉱業　2－0　明利酒類
全水戸　2－0　日立鉱業
明利酒類　3－0　水戸鉄道管理局
日立製作所　10－2　水戸鉄道管理局
明利酒類　2－1　全水戸
日立製作所　2－1　日立鉱業
日立製作所、明利酒類が北関東2次予選に進出

### 群馬県1次予選
- リーグ戦

高崎鉄道管理局　5－3　高崎理研
大生相互銀行　4－4　富士重工業
高崎鉄道管理局　4－1　富士重工業
大生相互銀行　2－1　高崎理研
高崎理研　7－4　富士重工業
大生相互銀行　3－1　高崎鉄道管理局
大生相互銀行、高崎鉄道管理局が北関東2次予選に進出

### 栃木県1次予選
- 準決勝

東京電力栃木　9－4　全栃木
全宇都宮　8－2　全鹿沼
- 決勝

東京電力栃木　2－0　全宇都宮
全チームが北関東2次予選に進出

### 北関東2次予選
- 1回戦

大生相互銀行　3－2　全鹿沼
日立製作所　3－0　全宇都宮
高崎鉄道管理局　1－0　明利酒類
東京電力栃木　7－2　全栃木
- 準決勝

日立製作所　2－0　大生相互銀行
高崎鉄道管理局　4－1　東京電力栃木
- 代表決定戦

高崎鉄道管理局　3－0　日立製作所
高崎鉄道管理局が本戦出場

## 南関東地区

### 神奈川県（横浜市以外）1次予選
- 対抗戦

馬淵建設　6－1　横須賀NAS
両チームとも南関東2次予選に進出

### 東京多摩地区1次予選
- リーグ戦

全府中　4－2　全駒場
全横田　3－2　東芝府中
立川AIO　4－2　全八王子
全横田　3－2　全八王子
立川AIO　8－1　全駒場
東芝府中　5－2　全府中
立川AIO　10－0　東芝府中
全八王子　4－3　全駒場
全府中　4－3　全横田
全府中　13－2　全八王子
立川AIO　1－0　全横田
全駒場　4－3　東芝府中
全駒場　5－4　全横田
全八王子　9－1　東芝府中
立川AIO　3－1　全府中
立川AIO、全府中は南関東2次予選に進出

### 埼玉県1次予選
- 1回戦

行田クラブ　7－2　岩槻クラブ
国際重工業　9－4　国際電電
- 2回戦

永幸工場　18－2　全所沢
岩田鋳造　9－5　行田クラブ
全大宮　8－7　全熊谷
国際重工業　10－2　全川越
- 代表決定戦

永幸工場　7－6　岩田鋳造
国際重工業　8－3　全大宮
国際重工業、全大宮（永幸工場棄権のため）が南関東2次予選に進出

### 千葉県1次予選
- 1回戦

清峰金属　（不戦勝）　星陵クラブ
酒々井クラブ　5－1　全銚子
全市川　9－1　勝田印刷
国鉄千葉　2－1　全千葉
- 準決勝（代表決定戦）

清峰金属　3－0　酒々井クラブ
国鉄千葉　6－5　全市川
- 敗者復活代表決定戦

全市川　7－4　酒々井クラブ
- 決勝

清峰金属　3－0　国鉄千葉
清峰金属、国鉄千葉、全市川が南関東2次予選に進出

### 南関東2次予選
- 1回戦

立川AIO　4－0　全市川
- 2回戦

馬淵建設　8－0　国鉄千葉
国際重工業　13－4　横須賀NAS
立川AIO　5－0　全大宮
全府中　5－2　清峰金属
- 準決勝

立川AIO　1－0　馬淵建設
全府中　8－2　国際重工業
- 代表決定戦

立川AIO　3－1　全府中
立川AIOが本戦出場

## 東京地区
Aブロック
- 1回戦

東京ガス　4－1　新東宝
東京鉄道管理局　2－1　石川島重工
- 代表決定リーグ戦

熊谷組　1－0　東京ガス
ニッポンビール　4－1　東京鉄道管理局
東京鉄道管理局　2－0　東京ガス
ニッポンビール　2－1　熊谷組
熊谷組　3－0　東京鉄道管理局
ニッポンビール　3－1　東京ガス
ニッポンビールが本戦出場
Bブロック
- 1回戦

全藤倉　5－2　専売公社
電通　6－5　国鉄本庁
- 代表決定リーグ戦

電通　5－2　明電舎
全藤倉　4－1　明治座
全藤倉　5－1　電通
明治座　1－0　明電舎
全藤倉　3－2　明電舎
明治座　6－0　電通
全藤倉が本戦出場
- 決勝（青獅子旗争奪戦）

全藤倉　0－0　ニッポンビール
全藤倉　6－0　ニッポンビール

## 横浜地区
- 1回戦

日本石油　13－1　横浜クラブ
- 2回戦

日本石油　3－0　横浜金港クラブ
- 代表決定戦（2勝先取）

日本鋼管　2－1　日本石油
日本鋼管　2－1　日本石油
日本鋼管が本戦出場

## 川崎地区
川崎トキコが本戦出場

## 山梨・静岡地区

### 山梨県1次予選
- 1回戦

鶴城クラブ　11－1　甲府貯金局
韮葉クラブ　8－3　桂クラブ
- 準決勝（代表決定戦）

日下部パルプ　3－2　鶴城クラブ
富士山麓電鉄　7－0　韮葉クラブ
- 決勝

富士山麓電鉄　13－1　日下部パルプ
富士山麓電鉄、日下部パルプが2次予選に進出

### 静岡県1次予選
- 1回戦

本州製紙　4－3　大昭和製紙鈴川
静岡電気通信局　10－3　河合楽器
静岡実業　12－11　三島クラブ
- 2回戦

本州製紙　4－0　清水クラブ
東芝富士　4－3　静岡電気通信局
日本軽金属　15－1　国鉄静岡
静岡実業　8－2　用宗クラブ
- 準決勝（代表決定戦）

本州製紙　2－0　東芝富士
日本軽金属　5－0　静岡実業
- 決勝

日本軽金属　2－1　本州製紙
日本軽金属、本州製紙が2次予選に進出

### 2次予選
- 準決勝

日本軽金属　9－3　日下部パルプ
本州製紙　7－5　富士山麓電鉄
- 代表決定戦（2勝先取）

日本軽金属　2－0　本州製紙
本州製紙　8－6　日本軽金属
本州製紙　2－1　日本軽金属
本州製紙が本戦出場

## 信越地区

### 新潟県1次予選
上越・中越
- 1回戦

大島農機　4－1　柏洋クラブ
直江津八幡　22－9　柏崎コンマーシャル
- 準決勝

大島農機　1－0　長岡コンマーシャル
青海電化　17－7　直江津八幡
- 代表決定戦

大島農機　11－2　青海電化
下越
- 準決勝

新潟コンマーシャル倶楽部　7－1　新潟交通
新潟クラブ　5－4　新潟鉄道管理局
- 代表決定戦

新潟コンマーシャル倶楽部　1－0　新潟クラブ
大島農機、新潟コンマーシャル倶楽部が信越2次予選に進出

### 長野県1次予選
- 1回戦

飯田体育協会　10－3　長野愛球クラブ
呉羽紡績大町　7－3　長野電鉄
国鉄長野工場　13－0　筑摩愛球クラブ
松本体育協会　14－8　信越電気通信局
- 準決勝

飯田体育協会　5－4　昭和電工大町
長野鉄道管理局　1－0　呉羽紡績大町
国鉄長野工場　3－2　全上田
高嶺クラブ　5－3　松本体育協会
- 準決勝（代表決定戦）

長野鉄道管理局　5－1　飯田体育協会
高嶺クラブ　2－1　国鉄長野工場
- 決勝

長野鉄道管理局　8－4　高嶺クラブ
長野鉄道管理局、高嶺クラブが信越2次予選に進出

### 富山県1次予選
- 1回戦

不二越鋼材　9－0　呉羽紡績富山
東亜合成　9－5　倉敷レイヨン富山
- 準決勝（代表決定戦）

富山電気通信局　6－2　不二越鋼材
北陸銀行　5－3　東亜合成
- 3位決定戦（代表決定戦）

不二越鋼材　13－0　東亜合成
- 決勝

北陸銀行　8－8　富山電気通信局
北陸銀行、富山電気通信局、不二越鋼材が信越2次予選に進出

### 信越2次予選
- 1回戦

高嶺クラブ　6－3　新潟コンマーシャル倶楽部
北陸銀行　3－2　長野鉄道管理局
大島農機　2－1　富山電気通信局
- 準決勝

不二越鋼材　6－3　高嶺クラブ
北陸銀行　10－2　大島農機
- 代表決定戦

北陸銀行　5－2　不二越鋼材
北陸銀行が本戦出場

## 名古屋地区
- 代表決定戦リーグ戦

名古屋鉄道管理局　2－0　愛知産業
新三菱重工名古屋　1－0　東邦ガス
東海電気通信局　16－0　NBCクラブ
東海電気通信局　5－2　名古屋鉄道管理局
愛知産業　3－0　東邦ガス
新三菱重工名古屋　10－2　NBCクラブ
東海電気通信局　7－0　新三菱重工名古屋
愛知産業　19－3　NBCクラブ
名古屋鉄道管理局　5－2　東邦ガス
東邦ガス　7－1　NBCクラブ
名古屋鉄道管理局　9－2　新三菱重工名古屋
東海電気通信局　7－5　愛知産業
新三菱重工名古屋　9－7　愛知産業
名古屋鉄道管理局　10－3　NBCクラブ
東邦ガス　3－2　東海電気通信局
- 代表決定プレーオフ

名古屋鉄道管理局　3－0　東海電気通信局
名古屋鉄道管理局が本戦出場

## 東海地区
- 代表決定リーグ戦

三重交通　7－6　川島紡績
川島紡績　2－2　東洋紡富田
三重交通　3－2　東洋紡富田
三重交通が本戦出場

## 北陸地区

### 福井県1次予選
- 準決勝

全福井　8－4　大野大喜クラブ
福井OB　13－12　丸岡同志クラブ
- 代表決定戦

全福井　8－3　福井OB
全福井が北陸2次予選に進出

### 石川県1次予選
- 準決勝（代表決定戦）

金沢鉄道管理局　16－2　北陸電気通信局
専売公社金沢　13－4　金沢KB
- 決勝

専売公社金沢　6－1　金沢鉄道管理局
専売公社金沢、金沢鉄道管理局が北陸2次予選に進出

### 北陸2次予選
東洋レーヨン（滋賀県）も出場
- 準決勝

東洋レーヨン　7－1　金沢鉄道管理局
専売公社金沢　9－4　全福井
- 代表決定戦

東洋レーヨン　8－5　専売公社金沢
東洋レーヨンが本戦出場

## 京都市地区
- 1回戦

辻和商店　3－0　日紡山崎
西京観光　3－1　専売公社京都
- 2回戦

西京観光　3－2　日本生命京都
旋風クラブ　5－2　丸物百貨店
全大丸　5－2　蒼陵クラブ
京都クラブ　8－2　辻和商店
- 準決勝

西京観光　5－2　旋風クラブ
全大丸　6－5　京都クラブ
- 代表決定戦

全大丸　7－5　西京観光
全大丸が本戦出場

## 大阪市地区
- 1回戦

日本生命　11－0　藤井金属
大阪府庁　（不戦勝）　大一製作所
電電近畿　8－1　大阪高島屋
大日本製薬　12－4　全毎日
中央ペイント　6－1　近鉄
住友金属　10－0　大阪ガス
全鐘紡　（不戦勝）　千土地興業
- 2回戦

日本生命　12－0　池原鋳造
電電近畿　10－2　大阪府庁
大日本製薬　5－2　中央ペイント
全鐘紡　5－2　住友金属
- 準決勝（代表決定戦）

日本生命　11－3　電電近畿
全鐘紡　10－0　大日本製薬
- 決勝

日本生命　9－8　全鐘紡
日本生命、全鐘紡が本戦出場

## 神戸地区
- 1回戦

川崎製鉄神戸　1－0　神戸税関
- 2回戦

神戸製鋼　3－0　神戸銀行
新三菱重工神戸　3－2　川崎重工
篠崎倉庫　4－1　兵庫相互銀行
川崎製鉄神戸　5－1　神戸大丸
- 準決勝

神戸製鋼　4－0　川崎製鉄神戸
新三菱重工神戸　5－0　篠崎倉庫
- 代表決定戦

神戸製鋼　3－0　新三菱重工神戸
神戸製鋼が本戦出場

## 北近畿地区
- 1回戦

鐘淵化学　6－0　春美クラブ
松谷化学　9－1　尼崎市役所
- 準決勝

鐘淵化学　9－2　松谷化学
富士製鉄広畑　8－1　福知山鉄道管理局
- 代表決定戦

鐘淵化学　4－0　富士製鉄広畑
鐘淵化学が本戦出場

## 南近畿地区
- 準決勝

大阪鉄道管理局吹田　5－3　天王寺鉄道管理局
松下電器　5－3　天理クラブ
- 代表決定戦

大阪鉄道管理局吹田　5－4　松下電器
大阪鉄道管理局吹田が本戦出場

## 中国地区

### 岡山県1次予選
- 1回戦

倉敷レイヨン倉敷　6－0　新三菱重工水島
三井造船玉野　5－3　倉敷万寿クラブ
岡山鉄道管理局　4－1　岡山体育協会
倉敷レイヨン岡山　8－4　中国電力岡山
- 準決勝

倉敷レイヨン倉敷　3－2　三井造船玉野
倉敷レイヨン岡山　2－1　岡山鉄道管理局
- 代表決定戦

倉敷レイヨン倉敷　3－2　倉敷レイヨン岡山
倉敷レイヨン倉敷が中国2次予選に進出

### 広島県1次予選
- 1回戦

専売公社広島　11－1　三菱造船広島
帝人三原　17－2　新三菱重工三原
- 代表決定戦

備後通運　6－3　広島鉄道管理局
東洋工業　7－0　北川鉄工所
広島クラブ　3－0　帝人三原
専売公社広島　12－1　十日市ニューホープ
備後通運、東洋工業、広島クラブ、広島専売公社が中国2次予選に進出

### 山口県1次予選
- 1回戦

東洋高圧彦島　4－3　山陽電気軌道
帝人岩国　3－0　宇部興産
- 準決勝

協和発酵　7－0　東洋高圧彦島
帝人岩国　1－0　東洋紡岩国
- 代表決定戦

協和発酵　6－4　帝人岩国
協和発酵が中国2次予選に進出

### 島根県1次予選
- 1回戦

浜田亀山クラブ　5－1　大田クラブ
- 2回戦

益田クラブ　6－4　大社クラブ
松江クラブ　13－7　全出雲
滝川産業　5－1　中国電力島根
浜田亀山クラブ　7－6　山陰合同銀行
- 準決勝

松江クラブ　7－4　益田クラブ
浜田亀山クラブ　9－8　滝川産業
- 代表決定戦

松江クラブ　6－2　浜田亀山クラブ
松江クラブが中国2次予選に進出

### 中国2次予選
米子鉄道管理局（鳥取県）も出場
- 1回戦

東洋工業　7－0　米子鉄道管理局
備後通運　3－2　倉敷レイヨン倉敷
専売公社広島　4－2　協和発酵
広島クラブ　16－13　松江クラブ
- 準決勝

備後通運　2－0　東洋工業
広島クラブ　2－0　専売公社広島
- 代表決定戦

備後通運　6－2　広島クラブ
備後通運が本戦出場

## 四国地区

### 徳島県1次予選
- リーグ戦

東邦レーヨン　3－2　阿波商業銀行
南海足袋　8－1　阿波商業銀行
南海足袋　3－1　東邦レーヨン
南海足袋、東邦レーヨンが四国2次予選に進出

### 高知県1次予選
- リーグ戦

四国銀行　3－1　土佐電鉄
高知相互銀行　2－0　高知県交通
土佐電鉄　6－5　高知県交通
四国銀行　9－4　高知相互銀行
四国銀行　10－5　高知県交通
土佐電鉄　2－1　高知相互銀行
四国銀行、土佐電鉄が四国2次予選に進出

### 愛媛県1次予選
- 代表決定戦（2勝先取）

倉敷レイヨン西条　（不戦勝）　全今治
伊予銀行　4－0　丸善石油
丸善石油　（放棄試合）　伊予銀行
倉敷レイヨン西条、丸善石油が四国2次予選に進出

### 香川県1次予選
- リーグ戦

四国鉄道管理局　9－1　百十四銀行
琴平電鉄　4－3　百十四銀行
四国鉄道管理局　6－2　琴平電鉄
四国鉄道管理局、琴平電鉄が四国2次予選に進出

### 四国2次予選
- 1回戦

四国鉄道管理局　1－0　土佐電鉄
丸善石油　2－0　四国銀行
東邦レーヨン　2－0　倉敷レイヨン西条
琴平電鉄　7－4　南海足袋
- 準決勝

琴平電鉄　2－1　東邦レーヨン
四国鉄道管理局　5－0　丸善石油
- 代表決定戦

四国鉄道管理局　5－3　琴平電鉄
四国鉄道管理局が本戦出場

## 北九州地区

### 南部1次予選
- 1回戦

日鉄二瀬　1－0　三井田川
志免鉱業　7－4　ブリヂストンタイヤ
- 準決勝

日鉄二瀬　8－0　東洋高圧大牟田
志免鉱業　6－5　嘉穂鉱業
- 代表決定戦（2勝先取）

日鉄二瀬　9－2　志免鉱業
日鉄二瀬　12－6　志免鉱業
日鉄二瀬が北九州代表決定戦に進出

### 北部1次予選
- 準決勝

八幡製鉄　10－1　八幡製鉄OB
門司鉄道管理局　5－4　住友金属小倉
- 代表決定戦（2勝先取）

八幡製鉄　7－0　門司鉄道管理局
八幡製鉄　3－2　門司鉄道管理局
八幡製鉄が北九州代表決定戦に進出

### 北九州代表決定戦
- 代表決定戦（2勝先取）

日鉄二瀬　5－2　八幡製鉄
八幡製鉄　4－2　日鉄二瀬
日鉄二瀬　3－0　八幡製鉄
日鉄二瀬が本戦出場、八幡製鉄は九州第三代表決定戦に出場

## 南九州地区

### 佐賀県1次予選
- 代表決定戦（2勝先取）

杵島炭鉱　7－3　全唐津
杵島炭鉱　1－0　全唐津
杵島炭鉱が南九州2次予選に進出

### 熊本県1次予選
- リーグ戦

熊本鉄道管理局　5－0　新日本窒素水俣
全八代　4－2　新日本窒素水俣
熊本鉄道管理局　10－3　全八代
熊本鉄道管理局が南九州2次予選に進出

### 長崎県1次予選
- 1回戦

日鉄北松　5－4　長崎全三菱
- 準決勝

長崎大洋クラブ　9－1　佐世保クラブ
日鉄北松　7－1　佐世保船舶工業
- 代表決定戦

長崎大洋クラブ　8－3　日鉄北松
長崎大洋クラブが南九州2次予選に進出

### 鹿児島県1次予選
- 対抗戦

鹿児島鉄道管理局　4－3　鹿児島市電
鹿児島市電　3－1　鹿児島鉄道管理局
鹿児島市電　2－1　鹿児島鉄道管理局
両チームとも南九州2次予選に進出

### 南九州2次予選
大分鉄道管理局（大分県）、全延岡（宮崎県）、全那覇（沖縄県）も出場
- 1回戦

鹿児島市電　8－0　熊本鉄道管理局
大分鉄道管理局　6－0　全延岡
鹿児島鉄道管理局　6－0　全那覇
杵島炭鉱　3－1　長崎大洋クラブ
- 準決勝

大分鉄道管理局　1－0　杵島炭鉱
鹿児島鉄道管理局　1－0　鹿児島市電
- 代表決定戦（2勝先取）

鹿児島鉄道管理局　7－1　大分鉄道管理局
鹿児島鉄道管理局　7－1　大分鉄道管理局
鹿児島鉄道管理局が本戦出場、大分鉄道管理局は九州第三代表決定戦に出場

## 九州地区
- 代表決定戦（2勝先取）

八幡製鉄　5－0　大分鉄道管理局
八幡製鉄　12－1　大分鉄道管理局
八幡製鉄が本戦出場